# Exile (Еня)
Exile („Изгнание“) е песен на ирландската певица, композиторка и музикантка Еня, издадена през 1991 г. като четвърти сингъл от албума ѝ Watermark.

## Описание
Песента първоначално е издадена през 1988 г. като песен от втория студиен албум на Еня Watermark. През 1991 г., по повод използването ѝ в саундтрака на филма „История в Лос Анджелис“, песента е издадена като сингъл – четвъртият от албума, издаден три години по-рано. Текстът е на Рома Райън, а музиката е на Еня.
Дейви Спилайн допринася за концертната свирка и ирландските гайди в песента.
Пишейки за Exile през 2002 г., Рома вярва, че темата за самотата от раздялата с нечия любов се посреща и с „надежда и решимост“ за завръщането на любимия човек. Първоначално песента е записана с вокали без думи, но Дикинс смята, че ще работи по-добре с текст, по-специално със стихотворение на Уилфред Оуен. Рома е запозната с някои от творбите на Оуен и написва сбор от текстове, вдъхновени от техния стил. Еня и Ники пожелават да включат шакухачи – японска флейта на пистата, но не могат да намерят достатъчно добър изпълнител. Вместо това, както обяснява Ники, те наемат „циганин да свири на флейта“. Вокалната версия е издадена като B страна на сингъла на Еня от 1992 г. Book of Days, озаглавен As Baile.
Включена е в компилациите A Box of Dreams и Only Time: The Collection. Вокализирана версия на песента е издадена като B страна „As Baile“ през 1991 г.

## Музикално видео
Музикалното видео, режисирано от Майкъл Джеогеган, включва сцени от филма „История в Лос Анджелис“ (L.A. Story), който използва песента. То е включено в компилациите Moonshadows (1991), The Video Collection (2001) и The Very Best of Enya – луксозна версия.

## Текст
Текстът е на Рома Райън. Той е първият, който тя пише за песен от албума. Тя обобщава песента с думите: „Изгнанието на самотните думи... изгнанието на сърцето и душата.“ Тя казва още: „Изгнанието в тази песен е раздялата с този, когото обичаш, и е повече от простото физическо преживяване. И все пак в самотата на тази песен има надежда и решителност.“
| Оригинален текст | Превод |
| --- | --- |
| [Verse 1] Cold as the northern winds In December mornings Cold is the cry that rings From this far distant shore [Verse 2] Winter has come too late Too close beside me How can I chase away All these fears deep inside? [Chorus] I'll wait the signs to come I'll find a way I will wait the time to come I'll find a way home [Verse 3] My light shall be the moon And my path – the ocean My guide the morning star As I sail home to you [Chorus] I'll wait the signs to come I'll find a way I will wait the time to come I'll find a way home [Verse 4] Who then can warm my soul? Who can quell my passion? Out of these dreams – a boat I will sail home to you | [Куплет 1] Студен като северните ветрове В декемврийските утрини Студен е викът, който звучи от този далечен бряг [Куплет 2] Зимата дойде твърде късно Твърде близо до мен Как мога да прогоня Всички тези страхове дълбоко вътре? [Припрев] Ще чакам знаците да дойдат Ще намеря път Ще чакам времето да дойде Ще намеря път към дома [Куплет 3] Моята светлина ще бъде луната А пътеката ми – океанът Моят водач – утринната звезда Като отплавам за дома към теб [Припев] Ще чакам знаците да дойдат Ще намеря път Ще чакам да дойде времето Ще намеря пътя за дома Ще намеря път към дома [Куплет 4] Кой тогава може да стопли душата ми? Кой може да потуши страстта ми? Извън тези мечти – лодка Ще отплавам за дома към теб |

## Сингъл
Издадена на различни физически носители през 1991 и 1997 г.
1-ва версия
- CD – WEA 1991: 9031-7441-2 Германия, WMC5-387 Япония, YZ580CD Обед. кралство; 1997: WPCR-1147 Япония (преиздание за отбелязване на 10-ата годишнина от дебютния албум на Еня)
- 12" LP – WEA 1991: YZ580T Обед. кралство

| №  | Име           | Време |
| -- | ------------- | ----- |
| 1. | Exile         | 4:20  |
| 2. | On Your Shore | 4:00  |
| 3. | Watermark     | 2:24  |
| 4. | River         | 3:10  |

2-ра версия
- 7" плоча – WEA 1991: YZ580 Обед. кралство
- MC – WEA 1991: YZ580C Обед. кралство

| №  | Име           | Време |
| -- | ------------- | ----- |
| 1. | Exile         | 4:20  |
| 2. | On Your Shore | 4:00  |

## Кавър версии
- Семплирана в Sub zero на Sgarra ft. Джейк Ла Фурия и Винченцо да Виа Анфоси
- Включена в Jigga Jigga! на Скутер (2004)
- Кавър Exile на Изабела Викапри

## В популярната култура
- Включена в саундтрака на американските игрални филми „История в Лос Анджелис“ (L.A. Story, 1991) и „Изстрадано приятелство“ (Cry, the Beloved Country, 1995)[10] Направен ремикс за филма „История в Лос Анджелис“, никога незаписан на диск.
- Използвана в епизод 1 на американо-канадския телевизионен сериал „Хейвън“ (2011)[10]